# Andelnans
Andelnans é uma comuna francesa na região administrativa de Borgonha-Franco-Condado, no departamento do Território de Belfort. Estende-se por uma área de 4.17 km². Em 2010 a comuna tinha 1 207 habitantes (densidade: 289,4 hab./km²).